# ألبرت د. شو
ألبرت د. شو (بالإنجليزية: Albert D. Shaw)‏ هو دبلوماسي وسياسي أمريكي، ولد في 21 ديسمبر 1841 في الولايات المتحدة، وتوفي في 10 فبراير 1901 في نفس البلد. حزبياً، نشط في الحزب الجمهوري. وقد انتخب عضو جمعية ولاية نيويورك وانتخب عضو مجلس النواب الأمريكي.